# Побєда (Жетисайський район)
Побє́да (каз. Победа) — село у складі Жетисайського району Туркестанської області Казахстану. Входить до складу Интимацького сільського округу.
Населення — 10 осіб (2021; 546 у 2009, 723 у 1999, 573 у 1989).